# Dan Farr
Dan Farr (né le 15 février 1967) est un entrepreneur américain, connu pour avoir co-fondé DAZ 3D, une entreprise éditant des logiciels 3D, et pour avoir fondé le Salt Lake Comic Con.

## Carrière
Dan Farr co-fonde DAZ 3D en 2000. L'entreprise développe et édite des logiciels et du contenu 3D pour les professionnels de l'industrie et les amateurs. Deux des produits que Farr a aidé à créer pendant son séjour chez DAZ sont DAZ Studio et Genesis Platform.
En 2005, Farr, avec ses associés de DAZ 3D, publie un livre de noël intitulé Mr. Finnegan’s Giving Chest avec l'acteur Dick Van Dyke et en utilisant du contenu de DAZ 3D.
Peu de temps après avoir quitté DAZ 3D au printemps 2012, Farr commence à organise le Salt Lake Comic Con, une convention de bande dessinée bi-annuelle. Il est renommé FanX après des poursuites judiciaires du San Diego Comic Con à qui il a du verser 20 000 $ de dommages et intérêts.